# Villa Allende
Villa Allende är en ort i Argentina.   Den ligger i provinsen Córdoba, i den centrala delen av landet, 700 km nordväst om huvudstaden Buenos Aires. Villa Allende ligger 505 meter över havet och antalet invånare är 21 683.
Terrängen runt Villa Allende är platt österut, men västerut är den kuperad. Runt Villa Allende är det mycket tätbefolkat, med 2 345 invånare per kvadratkilometer.. Närmaste större samhälle är Córdoba, 17,1 km sydost om Villa Allende.
Runt Villa Allende är det i huvudsak tätbebyggt.